# Coelho Neto, Maranhão
Coelho Neto este un oraș în Maranhão (MA), Brazilia.